# Montserrattrupial
Montserrattrupial (Icterus oberi) är en fågel i familjen trupialer inom ordningen tättingar.

## Utseende och läten
Montserrattrupialen är en medelstor (20–22 cm), gulsvart trupial. Hanen är mestadels svart men gulaktig på nedre delen av ryggen, övergumpen, skuldrorna och från nedre delen av bröstet till undre stjärttäckarna. Honan är matt gulgrön ovan och gulaktig under. Bland lätena hörs visslingar och hårda "chuur".

## Utbredning och status
Montserrattrupialen förekommer enbart i bergsskogar på ön Montserrat i Små Antillerna. Världspopulationen uppskattas bestå av endast 460 vuxna individer, men beståndet tros vara stabilt. Internationella naturvårdsdunionen IUCN kategoriserar arten som sårbar.

## Namn
Fågelns vetenskapliga artnamn hedrar Frederick Albion Ober (1849-1913), amerikansk naturforskare och samlare av specimen i Västindien.

## Bildgalleri

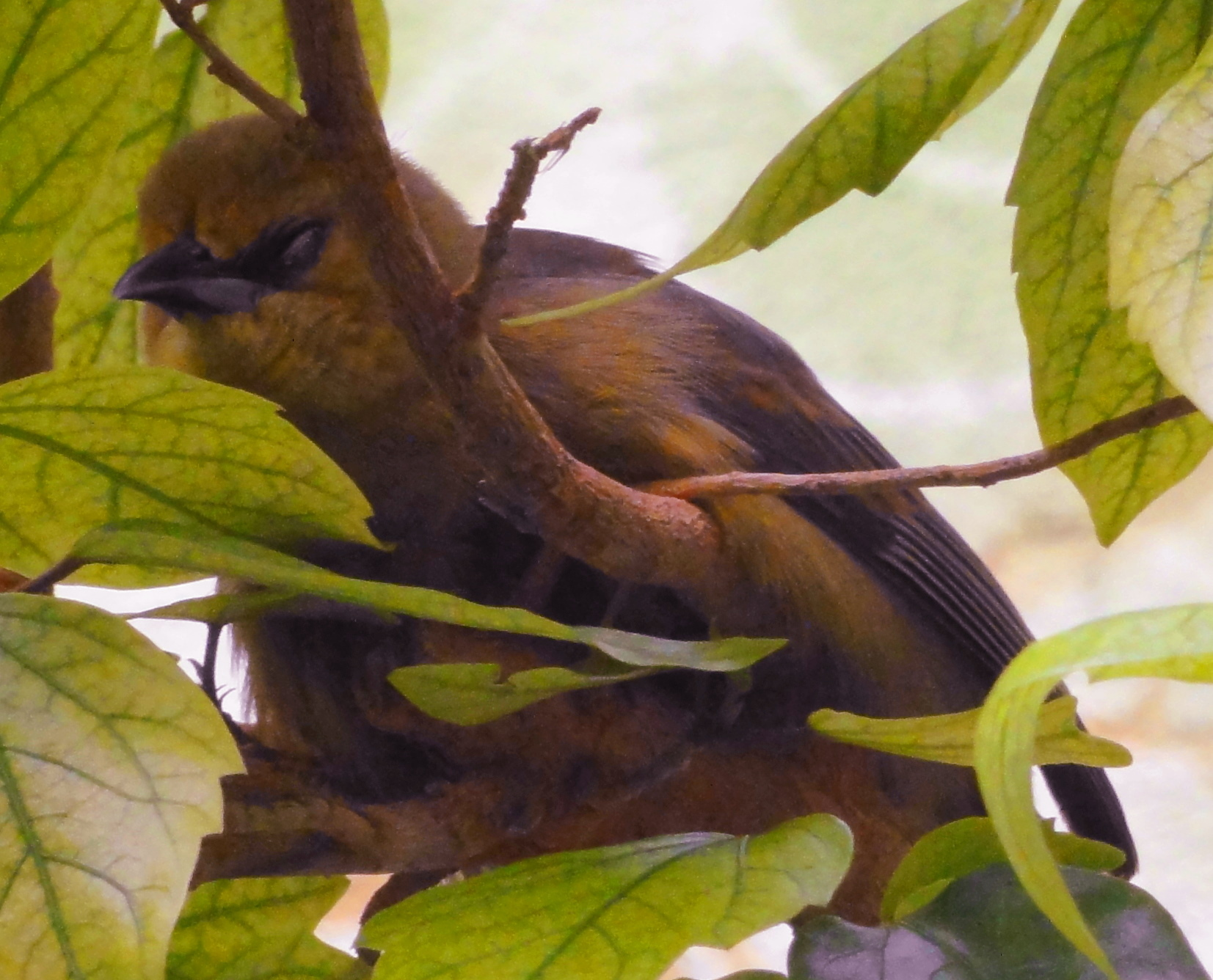
Hona
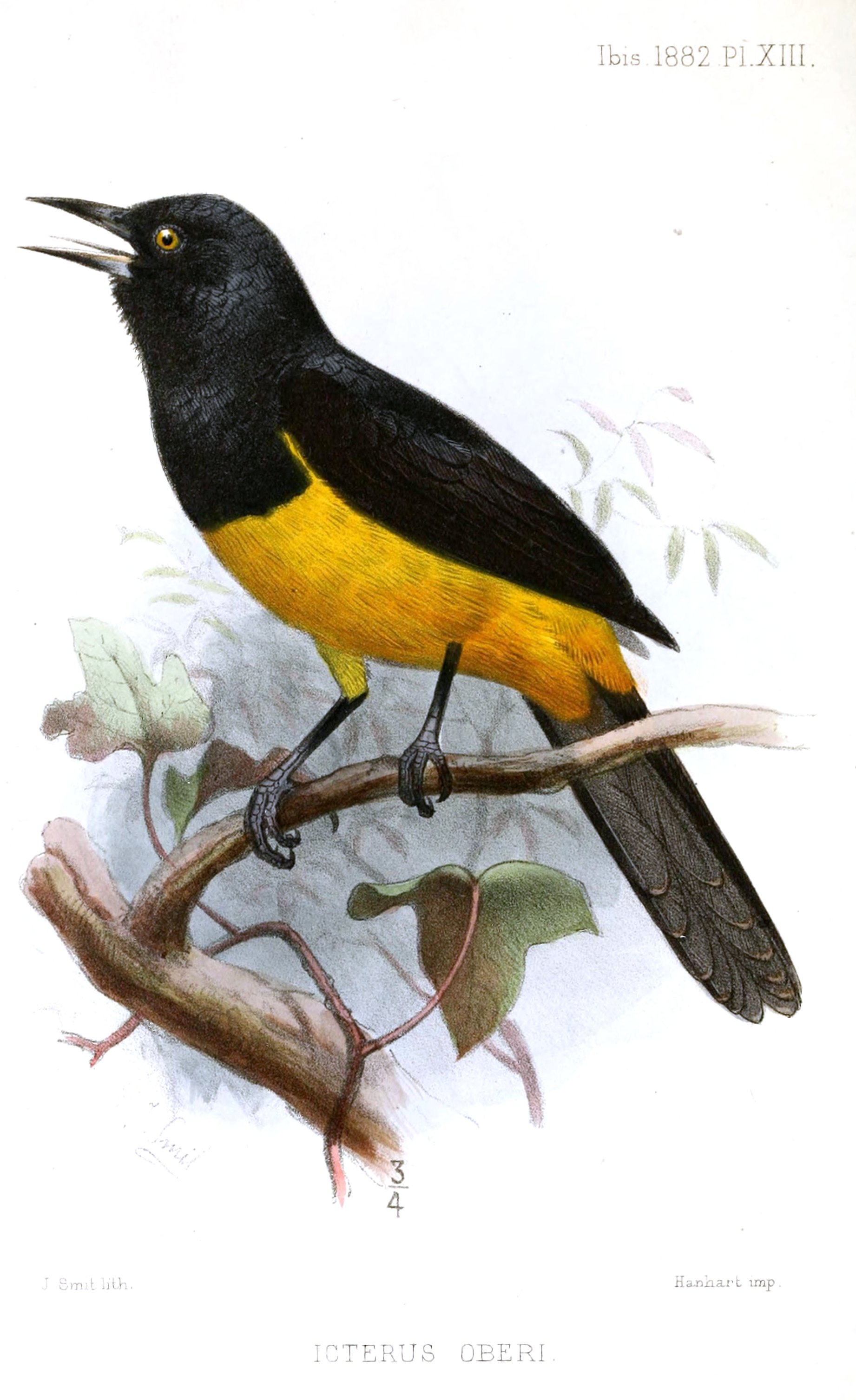